# Бойл, Генри, 5-й граф Шеннон
Генри Бентинк Бойл, 5-й граф Шеннон (англ. Henry Bentinck Boyle, 5th Earl of Shannon; 22 ноября 1833 года, Лондон — 8 февраля 1890, Каслмартир) — англо-ирландский аристократ, почетный полковник 2-й бригады Южно-ирландской дивизии Королевской артиллерии.
Полная титулатура: 4-й барон Карлтон из Карлтона в графстве Йоркшир (с 1 августа 1868 года), 5-й барон Каслмартир в графстве Корк (с 1 августа 1868), 5-й граф Шеннон (с 1 августа 1868), 5-й виконт Бойл из Бандона в графстве Корк (с 1 августа 1868 года).

## Предыстория
Родился 22 ноября 1833 года в Лондоне. Старший сын Ричарда Бойла, 4-го графа Шеннона (1809—1868), и его жены Эмили Генриетты Сеймур (? — 1887). Ричард Бойл заседал в палате общин Соединенного Королевства от графства Корк с 1830 по 1832 год. Он был членом парламентской фракции вигов . Эмили была дочерью лорда Джорджа Сеймура и Изабеллы Гамильтон.
Джордж Сеймур был сыном Фрэнсиса Сеймур-Конвей, 1-го маркиза Хартфорда, и его жены, леди Изабеллы Фицрой. Изабелла Гамильтон была дочерью преподобного Джорджа Гамильтона, каноника Виндзорского (1718—1787) и его жена Элизабет Онслоу.
Изабелла Фицрой была дочерью Чарльза Фицроя, 2-го герцога Графтона, и его жены, леди Генриетты Сомерсет. Джордж Гамильтон был сыном Джеймса Гамильтона, 7-го графа Аберкорна, и его жены Энн Пламер. Элизабет Онслоу была дочерью Ричард Онслоу, губернатора Плимутской крепости, и его вторая жена Пули Уолтон.
Генриетта Сомерсет была дочерью Чарльза Сомерсета, маркиза Вустера, и его жены Ребекки Чайлд. Энн Пламер была дочерью Джона Пламера и Мэри Хейл. Ее отец был членом парламента, представлявшим интересы Хартфордшира в Парламенте Англии. Пламеры возникли в Старый Виндзор, претендуя на происхождение от англо-саксонской рыцарской семьи. Джон Пламер также был верховным шерифом Хартфордшира в 1689 году, получив эту должность в правление Вильгельма III и Марии II. Он был кандидатом в парламент от вигов в 1698 году, потерпев поражение от Ральфа Фримена и Томаса Хэлси. Оба его соперника были членами партии тори. Джон Палмер снова был кандидатом на выборах 1708 года, снова не сумев победить Фримана и Хэлси. Его поддержало большинство местных жителей, но у него было мало поддержки среди тех, кто имел право голосовать. Сатирик Джонатан Свифт описал устроенный брак Анны с графом Аберкорном в «дневнике Стеллы», помещая его в 1711 году. Стелла была прозвищем Эстер Джонсон. В записи, датированной 2 марта 1711 года, Свифт сообщает: «я обедал с Лордом Аберкорном, чей сын Пизли женится на Пасху на десяти тысячах фунтов». Упомянутый здесь лорд Аберкорн был тестем Энн, Джеймсом Гамильтоном, 6-м графом Аберкорн. «Пизли» — это ссылка на титул «лорд Пейсли», титул учтивости, используемый в то время для старшего сына герцога Аберкорна. Десять тысяч фунтов были приданным Энн. Позднее отмечается, что Джон Пламер предоставил убежище в своем поместье Гилстон Джейн Уэнхэм, обвиняемой в колдовстве. Гилстон был построен Генри Чонси в 1550 году. Джон Пламер приобрел поместье в 1701 году. Джон Пламер скончался в 1718 году, а его поместья были унаследованы его сыном Уильямом Пламером (ок. 1686—1767). Уильям Пламер трижды избирался членом Палаты общин. Пули Уолтон была дочерью Чарльза Уолтона из Литтл-Берстеда, графство Эссекс. Ее дядя по отцовской линии сэр Джордж Уолтон был вице-адмиралом королевского флота.
Ребекка Чайлд была дочерью Джосайи Чайлда (1630—1699), губернатора Ост-Индской компании, и его второй жены Мэри Этвуд. Ее дед по материнской линии Уильям Этвуд тоже был торговцем.

## Биография
Генри Бойл получил образование в Итонском колледже, а затем поступил на службу в Министерство иностранных дел. В 1852 году Генри Бойл был назначен атташе британского посланника во Франкфурте-на-Майне, свободном имперском городе, сохранившем свою независимость. Франкфурт был в то время членом Германского союза и служил резиденцией ее бундестага. С 1852 по 1853 год Генри Бойл служил атташе британского посольства в Вене, столице Австрийской империи.
Его отец Ричард Бойл, 4-й граф Шеннон, скончался 1 августа 1868 года. Генри Бойл унаследовал его титулы и связанные с ним поместья. Он владел графским титулом и поместьями до самой своей смерти.

## Браки и дети
12 июля 1859 года в Лондоне Генри Бойл женился на своей первой жене, леди Бланш Эмме Ласеллс (18 августа 1837 — 26 декабря 1863). Она была дочерью Генри Ласеллса, третьего графа Хэрвуда (1797—1857), и его жены, леди Луизы Тинн (? — 1859). У них было трое детей:
- Ричард Генри Бойл, 6-й граф Шеннон (15 мая 1860 — 11 декабря 1906), лейтенант стрелковой бригады (1880—1882). Переехал в Канаду в 1883 году, основав там собственное ранчо. Позже заседал в парламенте Канады (1885—1887). Также носил чин капитана рейнджеров Скалистых гор.
- Достопочтенный Генри Джордж Бойл (10 февраля 1862 — 16 декабря 1908), лейтенант 3-го батальона Йоркширского полка[англ.].
- Достопочтенный Роберт Фрэнсис Бойл (12 декабря 1863 — 11 декабря 1922), вице-адмирал королевского флота, участник Первой мировой войны.

Бланш умерла 26 декабря 1863 года, через две недели после рождения своего последнего сына. 14 января 1868 года граф Шеннон женился на своей второй жене Джулии Шарлотте Крэдок-Хартопп (? — 27 декабря 1921). Она была дочерью Уильяма Эдмунда Крэдока-Хартоппа, 3-го баронета (1797—1874), верховного шерифа Уорикшира, и его жены Джейн Мэри Кин (? — 1881). У них было трое детей:
- Достопочтенный Уолтер Джон Гарри Бойл (11 марта 1869 — 24 февраля 1939), старший чиновник службы по делам о несостоятельности в 1922—1934 годах.
- Достопочтенный Эдвард Спенсер Гарри Бойл (8 октября 1870 — 8 октября 1937), капитан Королевского флота, участвовал во Второй Англо-бурской войне. Исполняющий обязанности командующего Королевским военно-морским колледжем в Осборне с 1914 по 1918 год.
- Достопочтенный Элджернон Дуглас Эдвард Гарри Бойл[англ.] (21 октября 1871 — 13 октября 1949), вице-адмирал Королевского флота. Кавалер Королевского Викторианского ордена в 1901 году, кавалер Ордена Святого Михаила и Святого Георгия в 1918 году, рыцарь-командор Ордена Бани в 1924 году. Участник Первой мировой войны. Адъютант короля Великобритании Георга V в 1918—1919 годах. Четвёртый морской лорд[англ.] (1920—1924).